# Рукан
Руканът е традиционен ръчен инструмент, използван в дърводелството. Представлява нож с дължина около 30 см., с лека извивка в двата края и с ръкохватки. Работи се, като се издърпва към работещия върху детайла. Служи за сваляне на кората на дървени трупи и за намаляване на размера на дървени детайли.

## Нож
Ножът е шлайфан само от горната страна с ъгъл около 30 до 40 градуса. Той може да е плосък, изпъкнал или вдлъбнат в зависимост от предназначението си.

## Предназначение
Основното предназначение е за свалянето на кората на стеблата и клоните. Вдлъбнатият рукан се използва при направата на руската къща, където е необходимо да се издълбае горната греда, за да легне върху долната. Използва се при производството на дървени лъкове.